# 耳管
耳管（じかん、英語:Eustachian tube）とは、中耳（鼓室）と咽頭をつなぐ管状の器官である。鼓室（中耳の空洞）内の空気圧を、その場所の大気圧と等しくする役割や、鼓室内に出る分泌物を咽頭に排出する役割を持っている。これらの役割は、空気中を伝わってくる音の聞こえを良くすることにもつながる。なお、耳管の表面に皮膚はなく、粘膜で覆われている。ギリシア語からそのまま、エウスタキオ管または英語からユースタキー管とも呼ばれる。

## 概要

ヒトの耳の構造。耳管は中耳から下の方向に伸びている部分。耳管は、さらに下へも続いている。

ヒトの耳管は、頭部の左右のほぼ同じ位置に1対存在する。左右それぞれ1本の管となっており、鼓室の下部から、咽頭と呼ばれる部分の中でも鼻とつながっている空洞で鼻咽頭腔（上咽頭）と呼ばれる場所へと続いている。なお、鼓室に近い側の約3分の1は耳管骨部と呼ばれ、鼻咽頭腔に近い側の約3分の2は耳管軟骨部と呼ばれ、区別される。また、上咽頭に存在する耳管の出口は、耳管咽頭口と呼ばれている。ちなみに、この耳管咽頭口の周囲には、他にも名称に「耳管」と付く部分がある。耳管咽頭口の周囲には耳管隆起と呼ばれる少し盛り上がった部分があり、ここには耳管扁桃が存在する。この耳管扁桃は、ワルダイエル咽頭輪（Waldeyer咽頭輪）の一員を成している。

## 耳管の役割
耳管には、幾つか役割がある。ここでは、ヒトの耳管の代表的な役割について解説する。

### 鼓室内の圧力調整
鼓室（中耳の空洞）内の空気圧を、今いる場所の大気圧と等しくする役割がある。例えば、高速で走行する列車がトンネル内に入った時、航空機で昇降した時、高速エレベーターやロープウェイが昇降した時など、その場所の大気圧が急激に変化する場面に遭遇することがある。もし、大気圧が急激に上昇した場合は、外耳道の方が鼓室よりも圧力が高くなり、こうなると鼓膜が鼓室側に押し込まれる形となり、これに耳小骨が鼓膜を押し返そうと抵抗するので、内耳に音を振動として伝えている部分が振動しにくくなるため、音の聞こえが悪くなる。逆に、大気圧が急激に低下した場合は、外耳道の方が鼓室よりも圧力が低くなり、この場合は鼓膜が外耳道側に押し出される形となり、今度は耳小骨が鼓膜を引き戻そうと抵抗するので、やはり伝音が上手くゆかなくなり、音の聞こえが悪くなる。つまり、外耳道内と鼓室内の空気の圧力が等しくないと、ヒトは聴力が下がってしまうわけだが、この内外の空気圧を等しくするという圧力調整に、耳管が一役買っているのである。なお、外耳道と鼓室との間に、あまりにも大きな圧力差が生じると痛みが出たり、さらには鼓膜などの破損もあり得るが、耳管はそれを防いでいるとも言える。

### 鼓室内への空気の取り入れ
上記の鼓室内の圧力調整と似ているが、ここで述べるのは、もっと長い時間、数年単位での話である。鼓室内に空気が入ることによって、乳突蜂巣が大きく発育することに寄与している。乳突蜂巣は、出生後に空気呼吸を行い、このために耳管を通じて鼓室へも空気が入るようになる。これによって、だいたい10歳〜12歳くらいで、ほぼ成人と同じ大きさにまで発育する。しかし、この時期までに中耳の疾患を繰り返した場合、乳突蜂巣の発育は阻害されてしまう。

### 鼓室内分泌物の処理
鼓室内に出る分泌物を咽頭に排出する役割を持っている。なお、耳管の機能が加齢などによって低下すると、鼓室内の分泌物を上手く排出することができず、分泌物が溜まってしまうこともある。

## 耳管の形状変化
ヒトの耳管は、成長と共に形状が変化する。具体的には、成長と共に、長く、そして立ち上がった時に地面に対してより傾斜がついてくる。つまり、幼児の耳管は、成人に比べて短くて、地面に対してより水平なのである。ところで、急性中耳炎の感染経路の中では、まず咽頭などの上気道部に感染が起こり、それが、この耳管を経由して中耳に達したものが最も多いと考えられている。急性中耳炎が10歳以下の小児に多いのは、耳管の形状が成人とは違うことが一因となっていると考えられている。